# Aeroportul Lyon-Bron
Aeroportul Lyon-Bron (IATA: LYN, ICAO: LFLY) este un aeroport din Bron, Métropole de Lyon, Auvergne-Ron-Alpi, Franța metropolitană, Franța ce deservește zona Lyon. Aeroportul a fost tranzitat în 2022 de 9.889 de pasageri. A fost deschis în 1915 și numit după zona deservită.
Situat la o altitudine de 201 m, aeroportul dispune de o singură pistă.